# Левицький Володимир Леонідович
Володи́мир Леоні́дович Леви́цький (3 листопада 1971, Крижопіль Вінницької області) — український домрист. Артист квартету «Джерело» Національної філармонії України. Заслужений артист України (2011).

## Життєпис
З 1992 — артист квартету «Джерело» Національної філармонії України.
1994 виступав у групі «Орфеас-Україна» (бузукі, домра).
1995 — лауреат Міжнародного конкурсу виконавців на народних інструментах у місті Хмельницькому (2-а премія).
1996 — закінчив Національну музичну академію України імені Петра Чайковського (клас М. Білоконєва).
1997 — дипломант Міжнародного конкурсу камерних ансамблів в німецькому місті Клінгенталі у складі квартету «Джерело».
У складі ансамблю гастролював у Греції, Італії, Грузії, Німеччині та ін.